# Туризм в Черногории

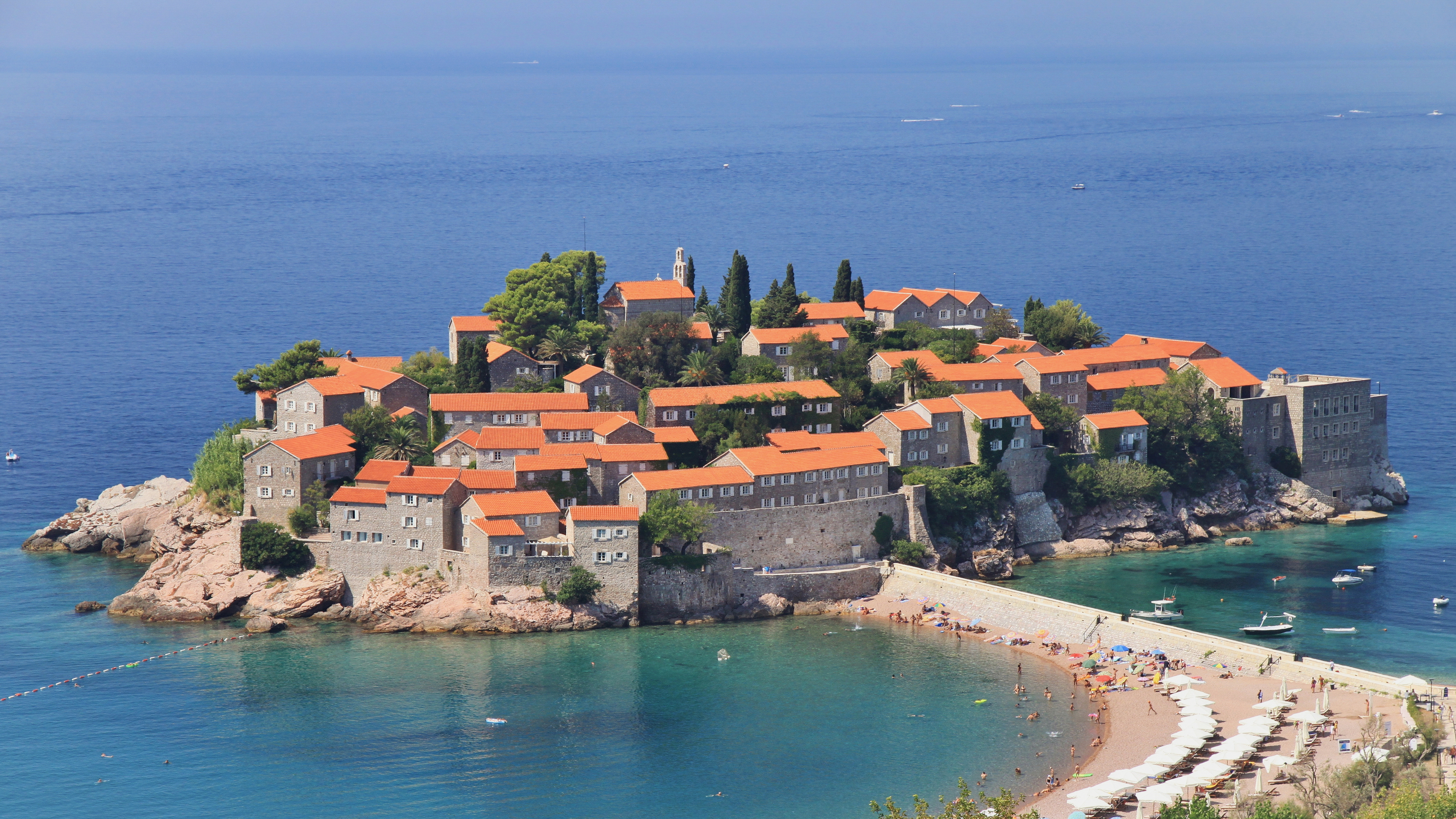
Отель Святой Стефан

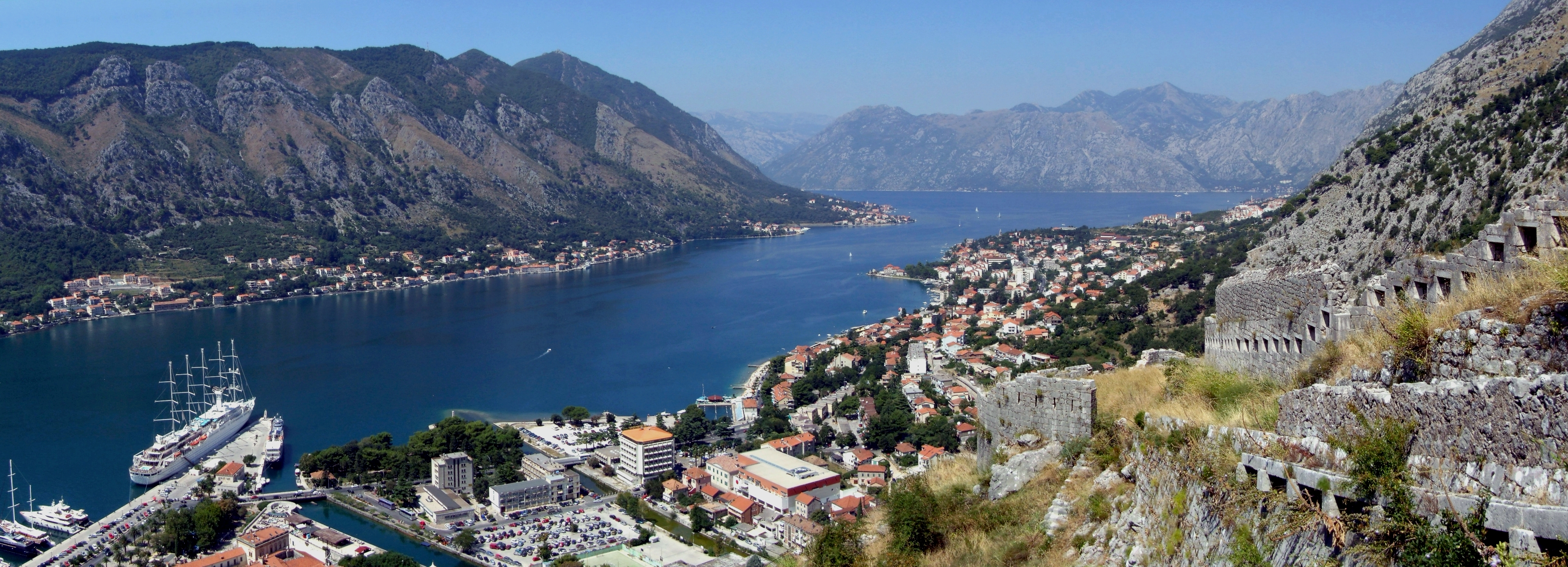
Которская бухта

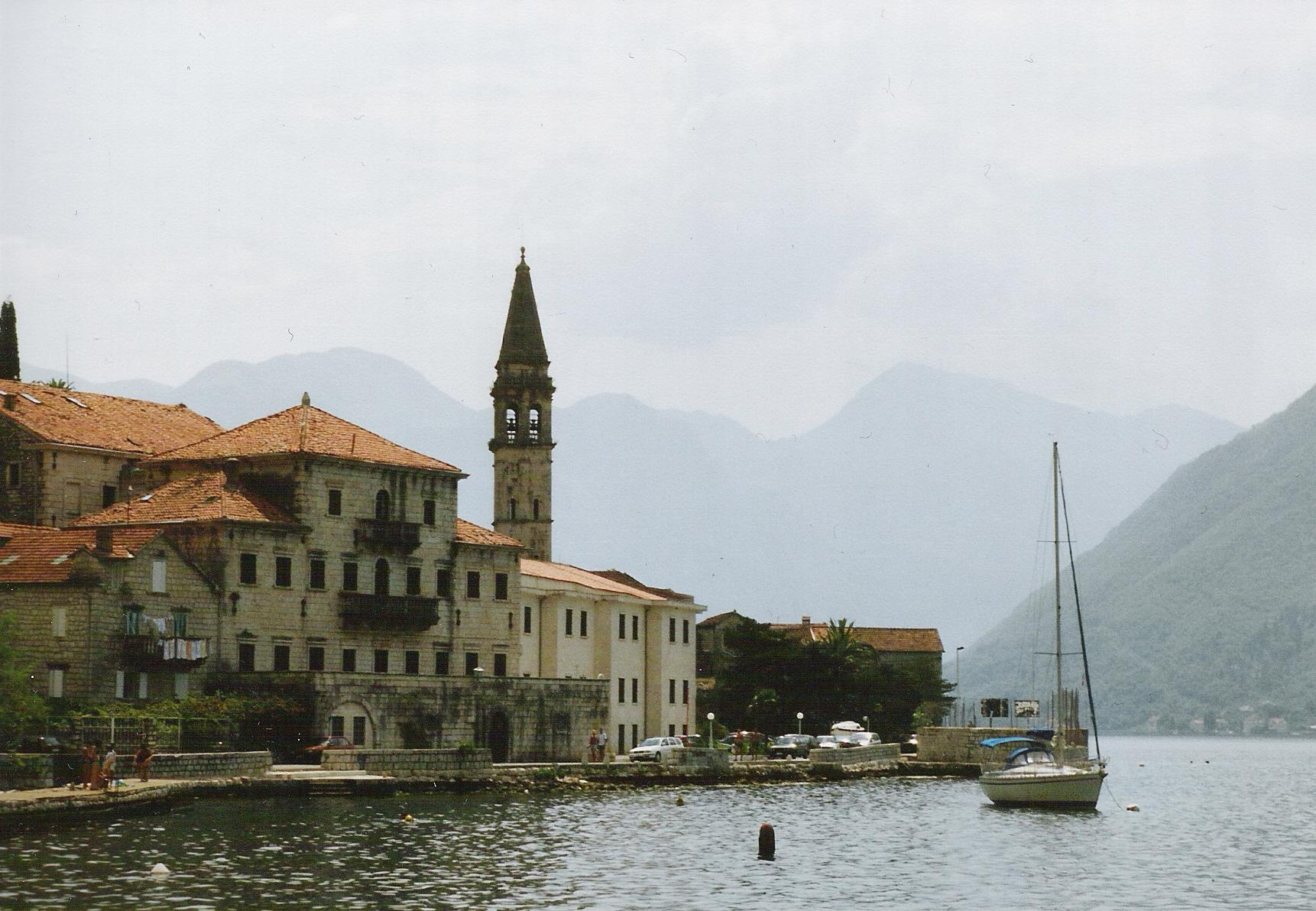
Пераст

Туризм в Черногории является одной из ведущих отраслей экономики страны и стремительно развивается. Так в 2009 году прибыль от туризма выросла на 39 % относительно 2007 года, составляя 480 млн евро (2007) против 569 млн евро (2009).
Адриатическое побережье страны имеет протяжённость 295 км, из которых 72 км приходится на пляжи. 

## Направления идостопримечательности
Наиболее популярными городами среди туристов на 2012 год являются:
- Будва (692 тыс. туристов)
- Херцег-Нови (229 тыс.)
- Бар (156 тыс.)
- Улцинь и его Старый город (125 тыс.)
- Котор (56 тыс.)
- Подгорица (53 тыс.)

Старый город Котора и национальный парк Дурмитор занесены в список Всемирного наследия ЮНЕСКО.

## Российское направление
В марте 2019 года Черногория увеличила для россиян срок безвизового пребывания в стране до 90 дней.
В 2022 году из-за антироссийских санкций черногорская туриндустрия недосчиталась  около 46 млн евро; Министерство финансов Черногории подтвердило, что страна понесла многомиллионные убытки, однако никаких компенсаций от ЕС не получила.
Статистика показывает значительное снижение числа путешественников из России — 26,3 тыс.  в сезоне 2022 г., по сравнению со 108 тыс. в 2021 году. Основной причиной стало присоединение Подгорицы к санкциям ЕС, включая закрытие воздушного пространства для российских авиакомпаний..